# Solénoïde (mathématiques)
Cet article concerne une classe de groupe topologique. Pour la bobine électromagnétique, voir Solénoïde.
 (octobre 2023).
Si vous disposez d'ouvrages ou d'articles de référence ou si vous connaissez des sites web de qualité traitant du thème abordé ici, merci de compléter l'article en donnant les références utiles à sa vérifiabilité et en les liant à la section « Notes et références ».
En mathématiques, pour un nombre premier donné p, le solénoïde p-adique est le groupe topologique défini comme la limite projective du système
{\displaystyle (S_{i},q_{i})\,}
où i parcourt les entiers naturels, et chaque Si est un cercle, et qi enroule le cercle {\displaystyle S_{i+1}\,} p fois autour du cercle {\displaystyle S_{i}\,}.
Le solénoïde est l'exemple standard d'un espace ayant un mauvais comportement vis-à-vis des diverses théories homologiques, contrairement aux complexes simpliciaux. Par exemple, en homologie de Čech, on peut construire une longue suite homologique non exacte en utilisant le solénoïde. Dans les théories homologiques à la Steenrod, le 0-ème groupe d'homologie du solénoïde peut avoir une structure assez compliquée, bien que le solénoïde soit un espace connexe.

Les six premières étapes de la construction de l'attracteur de Smale-Williams.

## Plongement dans R3
Un plongement du solénoïde p-adique dans R3 peut être construit de la manière suivante. Prendre un tore solide T dans R3 et choisir un plongement α: T → T tel que l'action de α sur le groupe fondamental de T soit la multiplication par p; autrement dit, α envoie le tore solide T sur son intérieur de sorte que lorsqu’on tourne une fois autour de l'axe de T à la source, on tourne p fois autour de l'axe de T au but. Alors, l'ensemble ω-limite (en) de α, c’est-à-dire,
{\displaystyle \bigcap _{i\geq 0}\alpha ^{i}T} l'intersection (dans R3) des tores de plus en plus petits T, αT, α(αT), etc., est un solénoïde p-adique à l'intérieur de T, par conséquent dans R3.
En effet, cet ensemble est la limite projective du système constitué d'une infinité de copies de T avec les applications α entre elles, et ce système est topologiquement équivalent au système projectif (Si, q i) défini ci-dessus.
Cette construction montre comment le solénoïde p-adique apparaît dans l'étude des systèmes dynamiques sur R3 (puisque α peut apparaître comme la restriction d'une application continue de R3 dans R3). C'est un exemple d'un continu indécomposable non trivial.